# Andreas Kutschke
Andreas Kutschke (* 7. listopadu 1973, Wurzen, NDR) je německý římskokatolický duchovní a generální vikář drážďansko-míšeňské diecéze.

## Život
Dětství prožil v Thammenhainu v severozápadním Sasku. Absolvoval polytechnickou střední školu do 10. třídy. Na rozšířenou střední školu (gymnázium) nemohl chodit kvůli své katolické víře. Po pádu berlínské zdi vstoupil do semináře pro pozdní povolání v bavorském klášteře Fockenfeld u Tirschenreuthu a absolvoval zde maturitu. Poté absolvoval základní vojenskou službu v Bundeswehru.
V roce 1995 vstoupil do semináře a studoval filozofii a teologii na Filozoficko-teologické fakultě v Erfurtu (nyní Katolická teologická fakulta v Erfurtu) a na Papežské gregoriánské univerzitě v Římě (1997/98). V roce 1997 se stal členem KAV Capitolina Rom v CV (něm. Cartellverband der katholischen deutschen Studentenverbindungen) v Římě. Svůj diakonát dokončil v Chemnitz.
18. května 2002 byl v Drážďanech vysvěcen na kněze. Zpočátku působil jako kaplan a děkanátní kaplan pro mládež v Žitavě a v katedrální farnosti svatého Petra v Budyšíně, kde se staral také o dvojjazyčné Lužické Srby. Od roku 2010 je farářem ve Stollbergu v Krušných horách a členem kněžské rady.
Kutschke byl 12. listopadu 2013 biskupem Heinerem Kochem jmenován generálním vikářem drážďansko-míšenské diecéze, kde nahradil jeho předchůdce Michael Bautz, a funkce se ujal 6. ledna 2014. Kromě toho ho Koch jmenoval katedrálním kanovníkem.
Po Kochově jmenování berlínským arcibiskupem skončil 8. června 2015 jeho úřad generálního vikáře. Koch jmenoval Kutschkeho svým stálým zástupcem po dobu výkonu funkce apoštolského administrátora diecéze Drážďany-Míšně. Tato funkce skončila Kochovou inaugurací v Berlíně 19. září 2015. O den později jej katedrální kapitula zvolila diecézním administrátorem diecéze drážďansko-míšeňské. Tento úkol skončil inaugurací nového biskupa Heinricha Timmereverse 27. srpna následujícího roku. Timmerevers téhož dne jej znovu jmenoval generálním vikářem. Katedrální kapitula svatého Petra v Drážďanech jej zvolila 12. ledna 2018 v tajném hlasování katedrálním děkanem. Instalace se konala v neděli 4. března 2018.